# Robert Schwentke

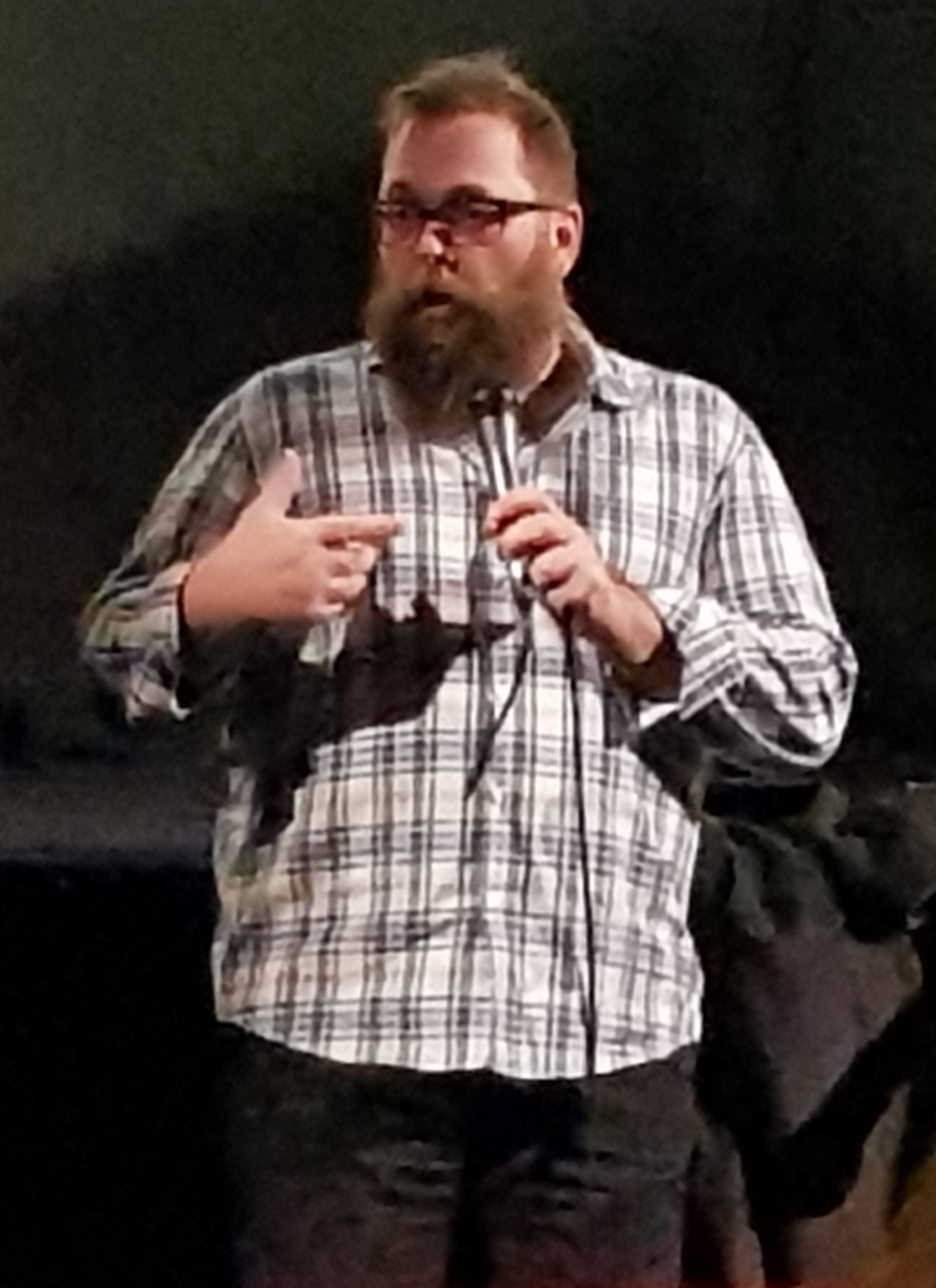
Robert Schwentke

Robert Schwentke (* 1968 in Stuttgart) ist ein deutscher Filmregisseur und Drehbuchautor.

## Biografie

### Kindheit und Ausbildung
Robert Schwentke war schon früh filmbegeistert und drehte als Jugendlicher mehrere 8- und 16-mm-Filme, von denen einer auch öffentlich vorgeführt wurde.
Er studierte zunächst vier Semester Philosophie und Vergleichende Literaturwissenschaft an der Eberhard-Karls-Universität Tübingen und begann dann ein Studium der Filmproduktion in Los Angeles am Columbia College Hollywood, das er mit einem Bachelor abschloss. Während seines Studiums in den USA entstand 1992 der Kurzfilm Heaven!, eine Kriminalkomödie mit Hannes Jaenicke in der Hauptrolle. Im Anschluss studierte er bis 1993 Regie am American Film Institute, ebenfalls in Los Angeles.

### Filmschaffen
Seine Studienzeit in Amerika finanzierte Schwentke, indem er Drehbücher für das deutsche Fernsehen schrieb, darunter mehrere Tatort-Folgen. Bildersturm wurde 1999 für den Grimme-Preis nominiert. Auch sein zweiter Tatort Drei Affen erzielte eine sehr hohe Zuschauerquote.
Nach der Rückkehr nach Deutschland drehte Schwentke 2002 seinen ersten großen Spielfilm Tattoo mit Christian Redl und August Diehl in den Hauptrollen. Der Film handelt von zwei Polizisten auf der Jagd nach einem Serienmörder. Ein Jahr später folgte die semiautobiographische Tragikomödie Eierdiebe, der beim Filmfest Biberach den Publikumspreis errang. Der Film erzählt die Geschichte des Studenten Martin Schwarz (gespielt von Wotan Wilke Möhring), der an Hodenkrebs erkrankt.
In Hollywood wurde Tattoo bei Industry Screenings für Branchen Professionals und bei dem Los Angeles International Film Festival AFI FEST gezeigt, wo das Disney-Filmstudio auf Schwentke aufmerksam wurde und ihn mit der Regie von Flightplan – Ohne jede Spur (2005) betraute. In dem Thriller, der ein beachteter kommerzieller Erfolg wurde, spielt Jodie Foster eine Flugzeugpassagierin, deren Kind auf dem Transatlantikflug von Berlin nach New York spurlos verschwindet. Der Film lag sowohl in den USA als auch in Deutschland einige Wochen an der Spitze der Kinocharts.
Nachdem er verschiedene Projekte abgelehnt hatte, übernahm Schwentke 2007 die Regie bei der von New Line Cinema produzierten Romanverfilmung Die Frau des Zeitreisenden (2009), in dem die Kanadierin Rachel McAdams und der Australier Eric Bana die Hauptrollen spielen. 2010 drehte er die Comicverfilmung R.E.D. – Älter, Härter, Besser, eine Mischung aus Agententhriller und Actionkomödie, mit Bruce Willis, Morgan Freeman, John Malkovich und Helen Mirren in den Hauptrollen. Der Film wurde bei den Golden Globes in der Kategorie Komödie/Musical als Bester Film nominiert.
2013 folgte eine weitere Comicverfilmung, die Fantasy-Actionkomödie R.I.P.D. mit Ryan Reynolds und Jeff Bridges in den Hauptrollen. Der Film über Polizisten mit übernatürlichen Kräften wurde von der Kritik überwiegend negativ besprochen und enttäuschte auch an den Kinokassen, avancierte aber in den 2020er Jahren zum Kultfilm in der Streaming-Community.
2015 folgte die Jugendbuchverfilmung Die Bestimmung – Insurgent, der zweite Teil der Die Bestimmung-Reihe. Auch dieser Film wurde von der Kritik größtenteils negativ aufgenommen, hatte an den Kinokassen aber Erfolg. Schwentke führte auch beim dritten Teil Allegiant, der im März 2016 in die Kinos kam, Regie.
2016 drehte Robert Schwentke in Polen und Deutschland Der Hauptmann mit Max Hubacher in der Titelrolle. Der auf einer wahren und im Zuge der Vorarbeiten zu dem Film genauer recherchierten, grausamen „Köpenickiade“ des 19-jährigen Wehrmachtssoldaten Willi Herold basierende Film spielt während der letzten zwei Wochen des Zweiten Weltkriegs und wurde von Schwentke als Chance begriffen, als deutscher Filmemacher einen Stoff aus der NS-Zeit konsequent aus der Täterperspektive zu entwickeln, was seiner Ansicht nach zuvor kaum geschehen war. Der Film feierte Premiere beim Filmfestival in Toronto (TIFF), wo er sehr gute Kritiken bekam. Der Hauptmann wurde in Europa erstmals beim Filmfestival in Donostia-San Sebastián am 29. September 2017 gezeigt. Der Kinostart in Deutschland war am 15. März 2018. Der Film wurde mehrfach ausgezeichnet, unter anderem mit dem FIPRESCI-Preis beim Vilnius International Film Festival. Beim Deutschen Filmpreis 2018 war Der Hauptmann in fünf Kategorien nominiert, unter anderem als Bester Spielfilm.
2019 zog Schwentke zurück nach Hollywood und übernahm das G.I. JOE Spin-Off Snake Eyes, einen Film im japanischen Stil. Gedreht wurde in Tokio, Osaka und in den Mammoth Studios in British Columbia. Der Film sollte ursprünglich im Oktober 2020 in die deutschen und US-amerikanischen Kinos kommen, wurde im Zuge der COVID-19-Pandemie allerdings auf 2021 verschoben.
Seinen nächsten Film Seneca – Oder: Über die Geburt von Erdbeben drehte er in Ouarzazate in Marokko. In der Titelrolle ist John Malkovich als römischer Philosoph Seneca zu sehen, der von seinem ehemaligen Schüler Nero zum Suizid gezwungen wird. Das Filmdrama ist als Satire auf die Unfähigkeit der Eliten konzipiert, Tyrannen und Despoten etwas entgegenzusetzen. Neben John Malkovich spielen unter anderem Geraldine Chaplin, Lilith Stangenberg, Samuel Finzi und Alexander Fehling mit. Der Film feierte im Rahmen der Berlinale als Special Gala am 20. Februar 2023 Weltpremiere. Der Kritiker Bert Rebhandl von der FAZ lobte Seneca als „eine der besten Übungen in hohem Camp“ seit Alejandro Jodorowsky oder Werner Herzog.
Schwentkes Filme handeln oft von Grenzerfahrungen und Menschen im Ausnahmezustand. Das gilt auch für seine Serie Helgoland 513, die 2023 für Sky Deutschland produziert wurde und von einer Gemeinschaft letzter Überlebender nach einer Apokalypse handelt. Schwentke fungierte als Showrunner, Headwriter, Executive Producer und Regisseur aller Episoden. Die Serie wurde in Berlin, Hamburg und auf den Nordseeinseln Sylt und Amrum gedreht.
Anschließend begann Schwentke seine Arbeit an dem Action-Thriller Control, für den er auf Basis einer Podcastvorlage von Zack Akers und Skip Bronkie auch das Drehbuch verfasste. Der Film mit James McAvoy, Julianne Moore, Nick Mohammed und Jenna Coleman handelt von einem Arzt, der mit einer mysteriösen fremden Stimme in seinem Kopf aufwacht, die ihm Befehle erteilt. Er soll 2025 in die Kinos kommen.

## Filmografie

### Regisseur
- 1993: Heaven! (Kurzfilm)
- 2002: Tattoo
- 2003: Eierdiebe
- 2005: Flightplan – Ohne jede Spur (Flightplan)
- 2009: Die Frau des Zeitreisenden (The Time Traveler's Wife)
- 2010: R.E.D. – Älter, Härter, Besser (RED – Retired Extremely Dangerous)
- 2013: R.I.P.D.
- 2015: Die Bestimmung – Insurgent (The Divergent Series: Insurgent)
- 2016: Die Bestimmung – Allegiant (The Divergent Series: Allegiant)
- 2017: Der Hauptmann
- 2021: Snake Eyes: G.I. Joe Origins
- 2023: Seneca – Oder: Über die Geburt von Erdbeben (Seneca)
- 2024: Helgoland 513 (Fernsehserie)
- 2025: Control

### Drehbuchautor
- 1993: Heaven! (Kurzfilm)
- 1998: Tatort: Bildersturm (TV)
- 1999: Tatort: Drei Affen (TV)
- 2001: Tatort: Mördergrube (TV)
- 2002: Tattoo
- 2003: Eierdiebe
- 2017: Der Hauptmann
- 2023: Seneca – Oder: Über die Geburt von Erdbeben (Seneca)
- 2024: Helgoland 513 (Fernsehserie)
- 2025: Control

## Auszeichnungen (Auswahl)
Filmschau Baden-Württemberg
- 2017: Ehrenpreis[27]

National Movie Awards
- 2010 Kategorie Gewinner "Breakthrough Film" für The Time Traveler's Wife[28]

Dallas Film Festival
- 2004  "Best Dramatic Feature" für Eierdiebe

Filmfest Biberach
- 2003: Publikumspreis für Eierdiebe

Fantasporto
- 2003: Spezielle Ehrung für Tattoo
- 2003: nominiert für den besten Film für Tattoo

Sweden Fantastic Film Festival
- 2002: Großer Preis des europäischen Fantasyfilms in Silber – Spezielle Ehrung für Tattoo

Goldene Kamera
- 2002: Nominierung Bester Film für Tattoo

Saturn Awards
- 2005: Nominierung Best Action Adventure Film für Flightplan
- 2009: Nominierung Best Fantasy Film für Die Frau des Zeitreisenden

Golden Globes
- 2011: Nominierung Bester Film Komödie/Musical für R.E.D.

Traverse City Film Festival
- 2018: Auszeichnung Stanley Kubrick Award for Bold & Innovative Filmmaking in Fiction für Der Hauptmann

Deutscher Filmpreis
- 2018: Nominierung Bester Spielfilm für Der Hauptmann

Vilnius Filmfestival
- 2018: International Critics Prize & FIPRESCI-Preis für Der Hauptmann[29]

Festival de Télévision de Monte-Carlo
- 2024: Gewinner Goldene Nymphe für Helgoland 513